# Medaglia al merito (Israele)
La medaglia al merito è il terzo riconoscimento al valor militare dello Stato d'Israele dal momento della sua istituzione con retroattività per il parlamento israeliano, il Knesset, nel 1970.

## Descrizione
La medaglia è stata progettata dal grafico israeliano Dan Reisinger, che ne scelse la forma circolare: mentre il retro è semplicemente liscio, il lato frontale è decorato con una spada ed un ramo di ulivo, a simboleggiare il controllo della forza.
Il nastro della medaglia è blu: se conferita più di una volta si applica al nastro una piccola riproduzione della medaglia stessa.

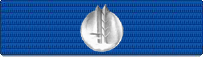
Il nastro della medaglia decorato per più di una concessione.